# ألفونس بييربيك
ألفونس بييربيك (مواليد 10 يونيو 1934) هو سبّاح بلجيكي، مثّل بلاده في الألعاب الأولمبية الصيفية 1952.

## روابط خارجية
ألفونس بييربيك على موقع الاتحاد الدولي للسباحة (الإنجليزية)
- ألفونس بييربيك على موقع أوليمبيديا (الإنجليزية)